# Special Ops: Lioness
Lioness, también conocido como Special Ops: Lioness, es una serie de televisión estadounidense de espionaje creada por Taylor Sheridan, estrenada el 23 de julio de 2023 en Paramount+. En mayo de 2024, la serie fue renovada por una segunda temporada que se estrenó el 27 de octubre de 2024.

## Premisa
Cruz Manuelos, una joven y brusca pero apasionada marine de Force Recon, es reclutada para unirse al Lioness Engagement Team de la CIA para ayudar a acabar con una organización terrorista desde dentro. Joe, la jefe de estación del programa Lioness, tiene la tarea de entrenar, gestionar y liderar a sus agentes femeninas en misiones secretas. Cruz Manuelos tiene la tarea de hacerse amiga de la hija de un sospechoso de terrorismo, Aaliyah Amrohi, que está siendo vigilado por la CIA .

## Elenco

### Principal
- Zoe Saldaña como Joe, una oficial de la CIA a cargo del programa Lioness en el campo.
- Laysla De Oliveira como Cruz Manuelos, una Force Recon Marine y operativa novata en el programa Lioness.
- Dave Annable como Neil, el esposo de Joe y cirujano oncológico pediátrico.
- Jill Wagner como Bobby, líder del equipo del QRF del programa Lioness
- LaMonica Garrett como Tucker, miembro de QRF
- James Jordan como Two Cups, miembro de QRF
- Austin Hébert como Randy, miembro de QRF
- Jonah Wharton como Tex, miembro de QRF
- Thad Luckinbill como Kyle, un oficial de la CIA y colega de Joe.
- Stephanie Nur como Aaliyah Amrohi, la hija de un presunto terrorista.
- Hannah Love Lanier como Kate, la hija adolescente de Joe y Neil
- Nicole Kidman como Kaitlyn Meade, una funcionaria de alto rango de la CIA en el programa Lioness y jefa de Joe.
- Morgan Freeman como el secretario de Estado de Estados Unidos, Edwin Mullins

### Secundarios
- Michael Kelly como Byron Westfield, subdirector de la CIA y supervisor de Kaitlyn.
- Martin Donovan como Errol Meade, el marido de Kaitlyn, un inversor financiero de alto rango [5]
- Michael Tow como el Dr. Hammond, colega de Neil

### Invitados
- Jennifer Ehle como Mason
- Ray Corasani como Ehsan [5]
- Sam Asghari como Kamal [5]
- Carla Mansour como Malika [5]
- Adam Budron como Sami [5]
- Bruce McGill como el asesor de la NSA Hollar
- Sean Avery como operador de Delta Force en el bar
- Bassem Youssef como Asmar Ali Amrohi, padre de Aaliyah Amrohi y empresario multimillonario objetivo con vínculos con organizaciones terroristas.

## Episodios
| Temporada | Temporada | Episodios | Episodios | Emisión original      | Emisión original        |
| Temporada | Temporada | Episodios | Episodios | Primera emisión       | Última emisión          |
| --------- | --------- | --------- | --------- | --------------------- | ----------------------- |
|           | 1         | 8         | 8         | 23 de julio de 2023   | 3 de septiembre de 2023 |
|           | 2         | 8         | 8         | 27 de octubre de 2024 | 8 de diciembre de 2024  |

### Primera temporada (2023)
| N.º en serie | N.º en temp. | Título                          | Dirigido por  | Escrito por                                                           | Fecha de emisión original |
| ------------ | ------------ | ------------------------------- | ------------- | --------------------------------------------------------------------- | ------------------------- |
| 1            | 1            | «Sacrificial Soldiers»          | John Hillcoat | Taylor Sheridan                                                       | 23 de julio de 2023       |
| 2            | 2            | «The Beating»                   | John Hillcoat | Taylor Sheridan                                                       | 23 de julio de 2023       |
| 3            | 3            | «Bruise Like a Fist»            | Anthony Byrne | Historia de: Taylor Sheridan y Thomas Brady Guion de: Taylor Sheridan | 30 de julio de 2023       |
| 4            | 4            | «The Choice of Failure»         | Anthony Byrne | Taylor Sheridan                                                       | 6 de agosto de 2023       |
| 5            | 5            | «Truth Is the Shrewdest Lie»    | Paul Cameron  | Taylor Sheridan                                                       | 13 de agosto de 2023      |
| 6            | 6            | «The Lie Is the Truth»          | Paul Cameron  | Taylor Sheridan                                                       | 20 de agosto de 2023      |
| 7            | 7            | «Wish the Fight Away»           | John Hillcoat | Taylor Sheridan                                                       | 27 de agosto de 2023      |
| 8            | 8            | «Gone Is the Illusion of Order» | John Hillcoat | Taylor Sheridan                                                       | 3 de septiembre de 2023   |

### Segunda temporada (2024)
| N.º en serie | N.º en temp. | Título                    | Dirigido por     | Escrito por     | Fecha de emisión original |
| ------------ | ------------ | ------------------------- | ---------------- | --------------- | ------------------------- |
| 9            | 1            | «Beware the Old Soldier»  | Taylor Sheridan  | Taylor Sheridan | 27 de octubre de 2024     |
| 10           | 2            | «I Love My Country»       | Taylor Sheridan  | Taylor Sheridan | 27 de octubre de 2024     |
| 11           | 3            | «Along Came a Spider»     | Michael Friedman | Taylor Sheridan | 3 de noviembre de 2024    |
| 12           | 4            | «Five Hundred Children»   | Michael Friedman | Taylor Sheridan | 10 de noviembre de 2024   |
| 13           | 5            | «Shatter the Moon»        | Stephen Kay      | Taylor Sheridan | 17 de noviembre de 2024   |
| 14           | 6            | «2831»                    | Stephen Kay      | Taylor Sheridan | 24 de noviembre de 2024   |
| 15           | 7            | «The Devil Has Aces»      | Stephen Kay      | Taylor Sheridan | 1 de diciembre de 2024    |
| 16           | 8            | «The Compass Points Home» | Stephen Kay      | Taylor Sheridan | 8 de diciembre de 2024    |

## Producción
Lioness se anunció en septiembre de 2020 como parte de la presentación de una futura programación de Paramount+. En febrero de 2022, Zoe Saldaña fue elegida para protagonizar la serie y se unió como productora ejecutiva junto a Nicole Kidman. Laysla De Oliveira se unió al elenco el mes siguiente. En junio, Sheridan asumió el cargo de showrunner de la serie, en lugar de Thomas Brady, una vez concluida la escritura completa de la serie. El casting continuó en septiembre, con las incorporaciones de Dave Annable, LaMonica Garrett, James Jordan, Austin Hébert, Jonah Wharton y Hannah Love Lanier. En enero de 2023, Kidman y Michael Kelly se unieron al elenco junto a Morgan Freeman.
El rodaje comenzó en Mallorca en enero de 2023. En mayo de 2023, se modificó el título de la serie, de Lioness a Special Ops: Lioness. El título volvió a ser el original cuando la serie fue renovada para su segunda temporada.
Andrew Lockington compuso la banda sonora de la serie, habiendo trabajado anteriormente con Taylor Sheridan en Mayor of Kingstown . Lakeshore Records ha lanzado la banda sonora de la serie.
El 9 de mayo de 2024, Paramount+ renovó la serie para una segunda temporada. Ese mismo mes comenzó oficialmente el rodaje de la segunda temporada, que se trasladó de Baltimore, Maryland a Texas. El 29 de agosto de 2024, Michael Kelly anunció que el rodaje de la segunda temporada había concluido.

## Inspiración
La serie se basa libremente en la premisa de "Team Lioness", donde en Irak en 2003 se tomó la decisión de enviar mujeres soldados junto a las patrullas, con el objetivo de evitar que los insurgentes utilizaran mujeres musulmanas en tareas de contrabando, ya que a los soldados varones les resultaba mas difícil registrar a las mujeres iraquíes. Estos equipos se encontraron en situaciones de combate directo, en violación de la Política de Exclusión de Combate (modificada sólo una década después), que impedía a las soldados obtener beneficios de veterano después de que terminara su servicio en las fuerzas armadas.

## Recepción
El sitio web de recopilación de reseñas Rotten Tomatoes mostró un índice de aprobación del 53% y una calificación promedio de 6,1/10, según 32 reseñas. El consenso de críticos del sitio web dice: "Zoe Saldaña proporciona la energía de una Leona, pero estas Operaciones Especiales son en gran medida derivadas y poco convincentes".  En Metacritic, tiene una puntuación promedio ponderada de 56 sobre 100 basada en 19 críticas, lo que indica "críticas mixtas o promedio". 
El crítico Mike Hale, del New York Times, escribió que el programa "resulta ser una obra de género, llena de suspense y atmósfera densa, con personajes que te importan" y que "Sheridan encontró una forma, el thriller de acción, que se adapta a él mejor que los culebrones del Oeste y los dramas criminales contemporáneos que ha producido hasta ahora". Inicialmente, con un solo episodio emitido, este mismo crítico, y otros como Variety, emitieron críticas desfavorables.

### Reconocimientos
| Ceremonia de premiación                      | Año  | Categoría              | Candidato                        | Resultado | Ref. |
| -------------------------------------------- | ---- | ---------------------- | -------------------------------- | --------- | ---- |
| Premios Asia Contents y premios OTT globales | 2023 | Mejor Creativo         | En proceso...                    | [ 22 ]    |      |
| Premios Asia Contents y premios OTT globales | 2023 | Mejor escritor         | Taylor Sheridan \| En proceso... | [ 22 ]    |      |
| Premios Asia Contents y premios OTT globales | 2023 | Mejor actriz principal | Zoe Saldaña \| En proceso...     | [ 22 ]    |      |